# Darryl Monroe
Darryl Monroe, né le 30 janvier 1986, est un joueur américain de basket-ball. Il mesure 2,02 m.

## Clubs

### Collège
- 2005-2006 :  Central Florida CC

### Université
- 2006-2009 :  George Mason University (NCAA 1)

### Professionnel
- 2009-2010 :  Aris Leeuwarden (Eredivisie)
- 2010-2011 :  SOM Boulogne-sur-Mer (Pro B)
- 2011-2012 :  Boulazac BD (Pro B)
- 2012-2013 :  Boulazac BD (Pro A)
- 2013-2014 :  Bàsquet Manresa (Ligue ACB)
- 2014-2015 :  Scaligera Vérone
- 2015-2016 :  Maccabi Rishon LeZion
- 2016 :  Uşak Sportif
- 2016-2018 :  Türk Telekomspor
- 2018-2019 :  Goyang Orion
- 2019- :  Maccabi Rishon LeZion

## Palmarès
- Pro B
  - Vice-champion : 2012.
- Championnat d'Israël
  - Champion : 2016.
- Coupe d'Italie A2
  - Vainqueur : 2016.